# Prêmio ABL de Poesia
O Prêmio ABL de Poesia é um prêmio de literatura brasileiro, oferecido pela Academia Brasileira de Letras (ABL) aos autores dos melhores livros de Poesia, desde 1999.
Existiu anteriormente, até 1994, o Prêmio Olavo Bilac de poesia.

## Premiados
- 2014 - Gabriel Nascente pela obra A biografia da cinza
- 2013 - Antonio Cícero pela obra Porventura
- 2012 - Manoel de Barros pela obra Escritos em verbal de ave
- 2011 - Salgado Maranhão pela obra A cor da palavra
- 2010 - Ronaldo Costa Fernandes pela obra A máquina das mãos
- 2009 - Denise Emmer pela obra Lamparádio
- 2008 - Izacyl Guimarães Ferreira pela obra Discurso urbano
- 2007 - Alberto da Cunha Melo pela obra O cão dos olhos amarelos
- 2007 - Adriano Espínola pela obra Praia provisória
- 2006 - Ruy Pinheiro Filho pela obra Elegia de agosto e outros poemas
- 2005 - Neide Archanjo pela obra Todas as horas e antes
- 2005 - Vera Lucia de Oliveira pela obra A chuva dos ruídos
- 2004 - Astrid Cabral pela obra Raso d'água
- 2004 - Alexei Bueno pela obra Poesia reunida
- 2004 - Fabricio Carpinejar pela obra Biografia de uma árvore
- 2003 - Antonio Carlos Secchin pela obra Todos os ventos
- 2002 - Afonso Félix de Souza pela obra Chamados e escolhidos
- 2002 - Fernando Ferreira de Loanda pela obra O signo da serpente
- 2001 - Luiz de Miranda pela obra Trilogia do azul do mar da madrogada e da ventania
- 2000 - Dora Ferreira da Silva pela obra Poesia reunida
- 2000 - Moacyr Scliar pela obra Singular plural
- 1999 - Nauro Machado pela obra Antologia poética